# Lancia 037

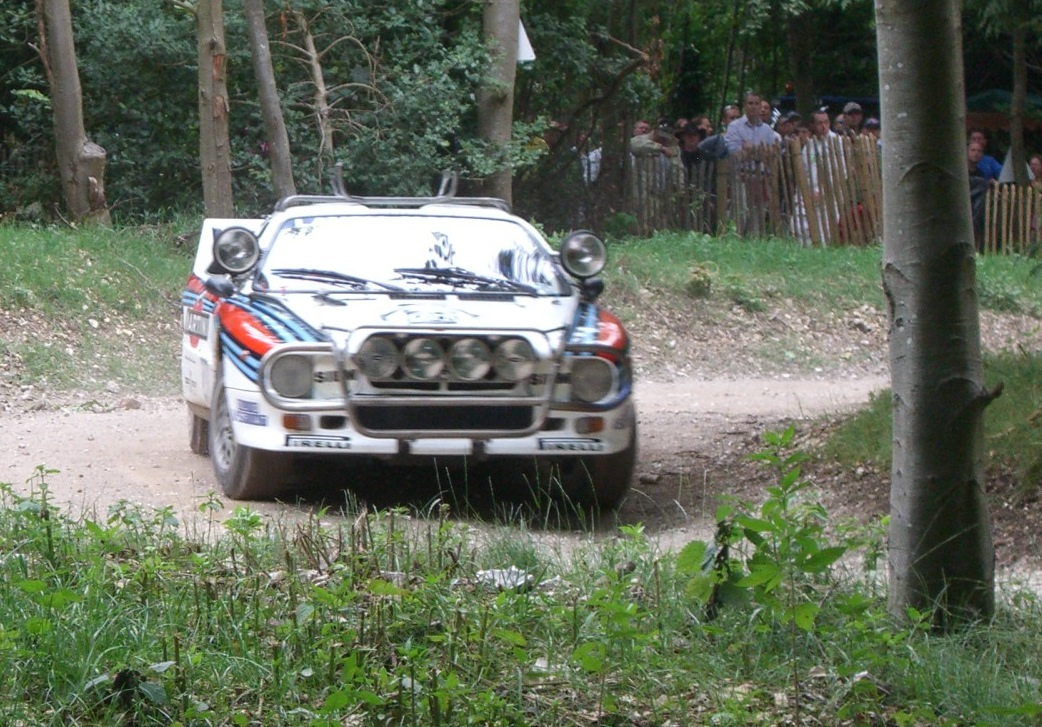
Lancia Rallye 037 de 1983

El Lancia 037 (conegut també amb el nom de Lancia Rally o Abarth 023) va ser un cotxe construït pel fabricant italià Lancia destinat, exclusivament, al Campionat Mundial de Ral·lis. La seva línia estava basada en el Lancia Beta Montecarlo. El nom del 037 ve de què el projecte d'Abarth, empresa que pertany al grup FIAT, era el número 37.
Fou presentat al Saló de l'automòbil de Torí de l'any 1982.

El 037 va ser creat per formar part del recent Grup B del Campionat Mundial de Ral·lis. El cotxe era de propulsió darrera i tenia 325 CV. La seva fi va arribar al 1985, després de varis accidents mortals, entre ells el d'Attilio Bettega quan conduïa aquest cotxe en el Tour de Còrsega d'aquest mateix any.
La versió de carrer d'aquest model es denominava Lancia 037 Stradale, amb motor de 200 CV. La seva producció va ser molt limitada (207 unitats), les necessàries per poder homologar el cotxe pel Grup B i poder participar en el mundial.